# Fidesdienst
Der Fidesdienst (italienisch: Agenzia Fides) ist eine missionarische Nachrichtenagentur der katholischen Kirche. Er wurde am 5. Juni 1927 als eine der ersten Nachrichtenagenturen weltweit auf Initiative des Päpstlichen Werkes für die Glaubensverbreitung gegründet. Sein Sitz ist im Palazzo de Propaganda Fide in der Vatikanstadt. Aktueller Direktor ist Professor Luca de Mata.
Sein Dienst wird in Italienisch, Spanisch, Englisch, Französisch, Portugiesisch, Deutsch, Chinesisch und Arabisch verbreitet. Die täglich bis zu fünf aktuellen Meldungen mit Fotografien sowie ein seit 1997 bestehendes Archiv bestehen hauptsächlich aus Nachrichten von außereuropäischen Kontinenten. Die Nachrichten sind nicht nur zur Veröffentlichung in Missionszeitschriften gedacht, sondern auch für die nicht im eigentlichen Sinne missionarische Presse weltweit. 
Der Fidesdienst erschien bis 1998 als Print-Ausgabe. Seither gibt es den Fidesdienst online mit einer eigenen Homepage. Das Fotoarchiv steht ebenfalls in digitaler Form zur Verfügung und umfasst rund 10.000 Fotos, die die Geschichte der katholischen Missionen dokumentieren.
Auf der Hauptwebseite veröffentlicht die Agenzia Fides unter anderem allgemeine Statistiken sowie eine Aufstellung der Pastoralarbeiter, Priester und Laien, die als Blutzeugen getötet wurden. Die News bestehen aus Artikeln, Dossiers, Sonderteil, Missionsgebetsmeinung, Akten des Hl. Stuhls, Ernennungen und Buchbesprechungen.